# Torrentz
Torrentz era un metacercador de BitTorrent amb seu a Finlàndia que dirigit per una persona coneguda amb el sobrenom de Flippy. Fou fundat el 24 de juliol de 2003. Indexava torrents de diversos llocs web importants de torrents i oferia recopilacions de diversos rastrejadors per torrent que no eren necessàriament presents al fitxer .torrent per defecte, de manera que quan un rastrejador estava inactiu, altres rastrejadors podien fer la feina. Va ser el segon lloc web de torrents més popular el 2012.